# Kingsland (Geórgia)
Kingsland é uma cidade localizada no estado americano de Geórgia, no Condado de Camden. É a terra natal do "rei do country" Johnny Cash.

## Demografia
Segundo o censo americano de 2000, a sua população era de 10.506 habitantes.
Em 2006, foi estimada uma população de 12.438, um aumento de 1932 (18.4%).

## Geografia
De acordo com o United States Census Bureau tem uma área de 43,7 km², dos quais 43,3 km² cobertos por terra e 0,4 km² cobertos por água. Kingsland localiza-se a aproximadamente 5 m acima do nível do mar.

## Localidades na vizinhança
O diagrama seguinte representa as localidades num raio de 28 km ao redor de Kingsland.